# メイキング・ムーヴィーズ
『メイキング・ムーヴィーズ』（Making Movies）は、イギリスのロック・バンド、ダイアー・ストレイツが1980年に発表した3作目のスタジオ・アルバム。結成以来初のメンバー・チェンジを経て発表された。

## 背景
1980年7月、ダイアー・ストレイツは本作のためのレコーディング・セッションに入るが、その途中でマーク・ノップラーの弟デヴッド・ノップラーがバンドを脱退した。デヴィッドは当時のことについて「私が辞めたのは、もはやマークと私が同じバンドでやっていくのが無理だったからだ。私達はスタジオで、床に目をそむけながら歩いていたよ」と語っている。ただし、デヴィッドが1983年に発表した初のソロ・アルバム『Release』には、マーク及びジョン・イルズリーもゲスト参加した。また、本作にはEストリート・バンドのロイ・ビタンが参加している。
本作リリース後のツアーにはハル・リンデス（ギター）とアラン・クラーク（キーボード）が参加し、バンドは5人編成となった。

## 反響
全英アルバムチャートでは最高4位を記録し、251週にわたってチャート圏内に入るロング・ヒットとなった。本作からシングル・カットされた「ロミオとジュリエット」は全英シングルチャートで8位に達し、その後「メイキング・ムーヴィー」は37位、「トンネル・オブ・ラヴ」は54位を記録している。
アメリカではBillboard 200で19位に達し、1981年4月にはRIAAによってゴールドディスクに認定されて、2001年7月にはプラチナディスクの認定を受けている。また、「メイキング・ムーヴィー」はBillboard Hot 100で58位に達した。
ノルウェーのアルバム・チャートでは18週連続でトップ10入りし、うち2週にわたって1位を獲得した。ニュージーランドのアルバム・チャートでは最高3位を記録し、1980年12月7日から1983年7月10日までの約2年半にわたり連続でトップ50入りして、その後も度々トップ50に浮上するロング・ヒットとなった。

## 評価
Stephen Thomas Erlewineはオールミュージックにおいて5点満点中4.5点を付け「このレコードは、締め括りの"Les Boys"で息切れしてしまっているとはいえ、それを除けば『メイキング・ムーヴィーズ』はバンドの最高傑作に位置付けられる」と評している。『ローリング・ストーン』誌が選出した「1980年代のベスト・アルバム100」では52位にランク・イン。

## 収録曲
特記なき楽曲はマーク・ノップラー作。
1. トンネル・オブ・ラヴ "Tunnel of Love" (Mark Knopfler, Richard Rodgers, Oscar Hammerstein II) – 8:11
2. ロミオとジュリエット "Romeo and Juliet" – 6:01
3. メイキング・ムーヴィー "Skateaway" – 6:40
4. エクスプレッソ・ラヴ "Expresso Love" – 5:12
5. ハンド・イン・ハンド "Hand in Hand" – 4:48
6. ソリッド・ロック "Solid Rock" – 3:27
7. 男達は… "Les Boys" – 4:08

## 参加ミュージシャン
- マーク・ノップラー - ボーカル、ギター
- ジョン・イルズリー - ベース、バックグラウンド・ボーカル
- ピック・ウィザース - ドラムス

アディショナル・ミュージシャン
- ロイ・ビタン - キーボード